# Gai (Armenia)
Gai (en armenio: Գայ) es una comunidad rural de Armenia ubicada en la provincia de Armavir.
En 2009 tenía 3507 habitantes. Hasta 1978 la localidad era conocida como "Khatunarkh", pero se le cambió el nombre en honor al militar soviético Hayk Bzhishkyan, cuyo nom de guerre era "Gai".
Fue fundado en la década de 1670. La economía se basa en la agricultura y ganadería. La localidad depende del regadío para su desarrollo agrícola, ya que se halla en un clima semidesértico.
Se ubica en el sureste de la provincia, unos 10 km al sur de Echmiadzin, en el límite con la provincia de Ararat y unos 5 km al norte de la frontera con Turquía marcada por el río Aras.

## Demografía
Evolución demográfica:
| Año        | 1831 | 1897 | 1926 | 1939 | 1959 | 1970 | 1979 | 2001 | 2004 |
| Habitantes | 870  | 301  | 354  | 395  | 596  | 2541 | 2705 | 3470 | 3662 |